# الموود (تگزاس)
الموود (به انگلیسی: Elmwood) یک منطقهٔ مسکونی در ایالات متحده آمریکا است که در شهرستان اندرسون، تگزاس واقع شده‌است. الموود ۱۸۸٫۹۸ متر بالاتر از سطح دریا واقع شده‌است.